# Меліса Гюн

Melisa Gun / Меліса Ґюн (англ. Melisa Gun; нар. 12 червня 1994, Кушадаси, Туреччина) — турецько-американська модель, лікарка-фізіотерапевтка, художниця та підприємиця. Засновниця міжнародного конкурсу краси Ms World. Відома своєю діяльністю в галузях моди, мистецтва, охорони здоров’я, жіночого підприємництва та сучасної культури.

## Біографія
Народилася 12 червня 1994 року в місті Кушадаси, Туреччина. У дитинстві мешкала в Туреччині, Росії, Україні та Швейцарії. У п’ятирічному віці вела дитячу телепрограму й брала інтерв’ю в публічних діячів. З раннього віку виявляла інтерес до мистецтва й творчості.

## Освіта
Середню освіту здобула в Коледжі олімпійського резерву імені Сергія Бубки. Має вищу освіту:
- Університет Егейського регіону (Туреччина)
- Медіпольський університет (Туреччина)
- Київський медичний університет (Україна)
- Британська вища школа мистецтв і дизайну (Велика Британія/Україна)

## Кар’єра

### Модельна діяльність
Почала модельну кар’єру у 18 років. У 2021 році здобула титул Miss New York US Nation та представляла штат на національному конкурсі в Лас-Вегасі. Також отримала титули:
- Miss Manhattan
- Ms Europe Transcontinental
- Miss Inspiration
- Miss Globe New York
- Miss Nation Universe
- Mrs. Globe
- Ms Europe 2021

З’являлася на обкладинках понад 100 журналів, включаючи VOGUE, Cosmopolitan, L’Officiel England.

### Підприємництво
У 2023 році заснувала міжнародний конкурс краси Ms World, який вирізняється інклюзивністю, орієнтацією на жіноче лідерство, особистісний розвиток і соціальну відповідальність. У конкурсі беруть участь представниці різних сфер — моди, бізнесу, науки, мистецтва.
Авторка книги Barefoot Beginning і засновниця програми здорового способу життя Fit Pro Expert.

## Мистецтво

### Художня практика
З 25 років займається професійним живописом. Самоучка, працює у стилях абстракціонізму та сюрреалізму. Її роботи часто описують як «космічні» й спрямовані на трансформацію глядача. Натхнення черпає з творчості Сальвадора Далі, а також поєднує елементи цифрового мистецтва.
Працює з акрилом, олією, графікою, олівцем, NFT, боді-артом, текстилем.

### Виставки

#### Персональні виставки
- Beauty of Abstracts (цифрова/онлайн), Museum of International Art, Нью-Джерсі, США (2020)
- Worlds, Дубай, ОАЕ (2020)
- Arabic Art, готель Mercure, Дубай, ОАЕ (2021)
- Precious, Museum of Contemporary Art MoRA, Нью-Джерсі, США (2021)
- Цифрова виставка, готель Grand Hyatt, Дубай, ОАЕ (2021)
- Imagination, Boccara Art, Палм-Біч, США (2022)
- Приватна виставка в Женеві, Швейцарія

#### Групові виставки
- Art Basel Miami, США (2023, 2024)
- Qatar International Art Festival, Доха, Катар (2021)
- Forbidden Fruit, Маямі, США (2019, 2021)
- Portal: Іран, Іспанія, Росія (2021–2022)
- Бієнале сучасного мистецтва, Апулія, Італія (2021)
- Parallel Words, США (2019, 2022)

#### Онлайн-виставки
- Parallel Worlds, MoRA, Нью-Йорк, США
- Mystery of Water, Reddot Art (Іран–США)

### Цифрові проєкти
- Parallel Worlds — NFT-колекція на платформі Binance (2021)
- Parallel Words — NFT-колекція на International Art Fair (2022)

## Нагороди та визнання
- Richard Mille Art Prize — перемога у номінації Unique new contemporary approaches in art в рамках виставки Louvre Abu Dhabi Art Here (2021–2022)
- Учасниця виставки Art Here у Луврі Абу-Дабі (2021)
- Worldwide Cultural Diplomacy Award — міжнародна відзнака за культурну дипломатію (14 січня 2025, Київ)
- Членка International Ambassadors Club (Дубай, 2021–2025)

## Громадська активність
У грудні 2024 року взяла участь у громадянському перформансі в рамках Art Basel Miami Beach, присвяченому миру, гуманітарним ініціативам і культурному фінансуванню. Виступила як мисткиня та соціальна активістка.

## Мови
Вільно володіє турецькою, англійською, українською та російською мовами, вивчає арабську.

## Соціальні мережі
- Instagram: @drmelisagunn